# Ost (okręg administracyjny Bremy)
Ost – okręg administracyjny (niem. Stadtbezirk) w Bremie, w kraju związkowym Brema. Największy okręg administracyjny miasta. 
W skład okręgu administracyjnego wchodzi siedem dzielnic (Stadtteil):
1. Hemelingen
2. Horn-Lehe
3. Oberneuland
4. Osterholz
5. Östliche Vorstadt
6. Schwachhausen
7. Vahr